# Urawa Red Diamonds
Pour le club de football féminin, voir Urawa Red Diamonds Ladies.
Maillots
Actualités
Les Urawa Red Diamonds (浦和レッドダイヤモンズ) sont un club japonais de football basé à Saitama, capitale de la préfecture du même nom. Le club évolue en J. League 1 (D1).
Leur nom vient du logo de leur propriétaire Mitsubishi, dont le nom veut dire trois diamants. Urawa possède le Stade Saitama 2002, utilisé pour la Coupe du monde 2002.

## Historique
Le club est fondé en 1950 sous le nom de Mitsubishi Heavy Industries et c'est en 1995 que le club est renommé Urawa Red Diamonds.
Sous l'égide de l’entraîneur néerlandais Hans Ooft, les Reds remporte la Nabisco Cup, la coupe de la ligue japonaise, en 2003.
En août 2004, Urawa apparaît dans une pré-saison d'un tournoi à quatre équipes, la Coupe Vodafone à Old Trafford, le stade de Manchester United. Le club japonais perdit son premier match 5-2 contre le club argentin de Boca Juniors.
En 2004, Urawa termine troisième de J. League en première partie de saison, et finit à la tête du classement en seconde partie de saison, se qualifiant ainsi pour le championnat Suntory (un match aller-retour pour déterminer le champion de la J. League) contre les Yokohama F. Marinos. Après avoir perdu 1-0 à Yokohama, les rouges gagnèrent sur le même résultat au Saitama Stadium; les penalties donnèrent la victoire au Yokohama F. Marinos.

Logo du club de 1992 à 2001

En 2005, le club termine à un point seulement du Champion, Gamba Osaka, au terme d'une dernière journée inoubliable qui pouvait offrir le titre à cinq équipes différentes.
En 2006, le club tient enfin son premier titre de champion de la J.League, au terme d'une saison incroyable, sans aucune défaite à domicile. Le club triomphera au terme de la dernière journée du champion en titre, le Gamba Osaka (3-2) devant son public, dans une véritable « finale » du championnat.
Lors de la saison 2007, les Reds finissent à la deuxième place, devant laisser son titre pour deux petits points au Kashima Antlers.
Les trois saisons qui suivent sont décevantes, le club ne faisant mieux qu'obtenir une place dans le milieu de tableau du championnat. Entre 2008 et 2010 de nombreux cadres quittent le club pour rejoindre l'Europe, à l'image de Makoto Hasebe vers Wolfsburg, Yūki Abe vers Leicester City et Hajime Hosogai vers le Bayer Leverkusen. De plus, le défenseur Marcus Túlio Tanaka rejoint Nagoya en 2009.
Pour la saison 2011, le club change d'entraîneur en faisant venir Željko Petrović et réalise un recrutement ambitieux avec notamment Marcio Richardes et Mitsuru Nagata qui évoluaient alors à l'Albirex Niigata. L'objectif étant de retrouver le podium.
En 2017, le club remporte le deuxième titre de champion de l'AFC de son histoire en battant Al-Hilal, en 2018 il remporte leur septième coupe du Japon et perd en 2019 la supercoupe du Japon.
En 2021 il remporte leur huitième coupe du Japon ce qui en fait le club professionnel le plus titré de la coupe et est à un seul titre du l'Université Keiō.
En 2025 le club participe à la Coupe du Mondes des Clubs 2025 et figure dans le groupe E aux côtés de l'Inter Milan, CF Monterrey et River Plate.

## Palmarès
| Compétitions nationales | Compétitions internationales |
| - Championnat du Japon (1) - Champion : 2006 - Vice-champion : 2004, 2005, 2007, 2014 et 2016 - Coupe du Japon (8) - Vainqueur : 1971, 1973, 1978, 1980, 2005, 2006, 2018 et 2021 - Finaliste : 1967, 1968, 1979 et 2015 - Coupe de la Ligue (2) - Vainqueur : 2003 et 2016 - Finaliste : 2002, 2004, 2011, 2013 et 2023 - Supercoupe du Japon (2) - Vainqueur : 2006 et 2022 - Finaliste : 2007, 2015, 2017 et 2019 - Championnat du Japon de deuxième division (0) - Vice-champion : 2000 | - Ligue des champions (3) - Vainqueur : 2007, 2017 et 2022 - Finaliste : 2019 - Coupe du monde des clubs (0) - 3e place : 2007 - Coupe Levain (1) - Vainqueur : 2017 |

## Joueurs et personnalités du club

### Entraîneurs
Le tableau suivant présente la liste des entraîneurs du club depuis 1950.
| Rang | Nom                  | Période   |
| ---- | -------------------- | --------- |
| 1    | Yoshisada Okano (ja) | 1950-1965 |
| 2    | Tomohiko Ikoma       | 1966      |
| 3    | Hiroshi Ninomiya     | 1967-1975 |
| 4    | Kenzō Yokoyama       | 1976-1983 |
| 5    | Kuniya Daini         | 1984-1989 |
| 6    | Kazuo Saito          | 1989-1992 |
| 7    | Takaji Mori          | 1992-1993 |
| 8    | Kenzō Yokoyama       | 1994      |

| Rang | Nom                       | Période   |
| ---- | ------------------------- | --------- |
| 9    | Holger Osieck             | 1995-1996 |
| 10   | Horst Köppel              | 1997      |
| 11   | Hiromi Hara               | 1998-1999 |
| 12   | Aad de Mos                | 1999      |
| 13   | Yasushi Yoshida (intérim) | 1999      |
| 14   | Kazuo Saito               | 2000      |
| 15   | Kenzō Yokoyama (intérim)  | 2000      |
| 16   | Tita                      | 2001      |

| Rang | Nom             | Période   |
| ---- | --------------- | --------- |
| 17   | Pita            | 2001      |
| 18   | Hans Ooft       | 2002-2003 |
| 19   | Guido Buchwald  | 2004-2006 |
| 20   | Holger Osieck   | 2007-2008 |
| 21   | Gert Engels     | 2008      |
| 22   | Volker Finke    | 2009-2010 |
| 23   | Željko Petrović | 2011      |
| 24   | Takafumi Hori   | 2011      |

| Rang | Nom                 | Période            |
| ---- | ------------------- | ------------------ |
| 25   | Mihailo Petrović    | 2012-2017          |
| 26   | Takafumi Hori       | 2017               |
| 27   | Tsuyoshi Otsuki     | 2018               |
| 28   | Oswaldo de Oliveira | avr. 2018-mai 2019 |
| 29   | Tsuyoshi Otsuki     | mai 2019-2021      |
| 30   | Ricardo Rodríguez   | 2021-2022          |
| 31   | Maciej Skorża       | 2022-2023          |
| 32   | Per-Mathias Høgmo   | 2024               |
| 33   | Maciej Skorża       | 2024-              |

### Joueurs emblématiques
- Uwe Rahn
- Guido Buchwald
- Uwe Bein
- Basile Boli
- Michael Baur
- Txiki Begiristain
- Andrzej Kubica
- Edmundo
- Alpay Özalan
- Masahiro Fukuda
- Mizuki Hamada
- Marcio Emerson Passos
- Yuriy Nykyforov
- Akihisa Sonobe
- Ned Zelic
- Tomislav Marić
- Koji Yamase
- Kazuo Ozaki
- Alex
- Washington
- Makoto Hasebe
- Masayuki Okano
- Shinji Ono

## Bilan saison par saison
Ce tableau présente les résultats par saison des Urawa Red Diamonds dans les diverses compétitions nationales et internationales depuis la saison 1993.
| Saison | Championnat | Championnat | Championnat | Championnat | Championnat | Championnat | Championnat | Championnat | Championnat | Championnat | Coupe du Japon      | Coupe de la Ligue | Supercoupe | Coupes d'Asie       | Coupe du Monde  |
| Saison | Division    | Pos         | Pts         | J           | V           | N           | D           | BP          | BC          | Diff.       | Coupe du Japon      | Coupe de la Ligue | Supercoupe | Coupes d'Asie       | Coupe du Monde  |
| ------ | ----------- | ----------- | ----------- | ----------- | ----------- | ----------- | ----------- | ----------- | ----------- | ----------- | ------------------- | ----------------- | ---------- | ------------------- | --------------- |
| 1993   | J1 League   | 10e         | 8           | 36          | 8           | -           | 28          | 26          | 78          | -52         | 2e tour             | Phase de groupe   | -          | -                   | -               |
| 1994   | J1 League   | 12e         | 14          | 44          | 14          | -           | 30          | 59          | 91          | -32         | Quarts de finale    | 2e tour           | -          | -                   | -               |
| 1995   | J1 League   | 4e          | 90          | 52          | 29          | -           | 23          | 85          | 72          | +13         | Quarts de finale    | -                 | -          | -                   | -               |
| 1996   | J1 League   | 6e          | 59          | 30          | 19          | -           | 11          | 51          | 31          | +20         | Demi-finales        | Phase de groupe   | -          | -                   | -               |
| 1997   | J1 League   | 10e         | 47          | 32          | 17          | -           | 15          | 51          | 45          | +6          | 4e tour             | Quarts de finale  | -          | -                   | -               |
| 1998   | J1 League   | 6e          | 61          | 34          | 23          | -           | 12          | 62          | 40          | +22         | Quarts de finale    | Phase de groupe   | -          | -                   | -               |
| 1999   | J1 League   | 15e         | 28          | 30          | 8           | 5           | 17          | 39          | 58          | -19         | 4e tour             | Quarts de finale  | -          | -                   | -               |
| 2000   | J2 League   | 2e          | 82          | 40          | 28          | 3           | 9           | 82          | 40          | +42         | 4e tour             | 1er tour          | -          | -                   | -               |
| 2001   | J1 League   | 10e         | 36          | 30          | 11          | 4           | 15          | 44          | 46          | -2          | Demi-finales        | Quarts de finale  | -          | -                   | -               |
| 2002   | J1 League   | 11e         | 35          | 30          | 13          | 2           | 15          | 41          | 38          | +3          | 3e tour             | Finaliste         | -          | -                   | -               |
| 2003   | J1 League   | 6e          | 47          | 30          | 13          | 8           | 9           | 54          | 42          | +12         | 3e tour             | Vainqueur         | -          | -                   | -               |
| 2004   | J1 League   | 1er         | 62          | 30          | 19          | 5           | 6           | 70          | 39          | +31         | Demi-finales        | Finaliste         | -          | -                   | -               |
| 2005   | J1 League   | 2e          | 59          | 34          | 17          | 8           | 9           | 65          | 37          | +28         | Vainqueur           | Demi-finales      | -          | -                   | -               |
| 2006   | J1 League   | 1er         | 72          | 34          | 22          | 6           | 6           | 67          | 28          | +39         | Vainqueur           | Quarts de finale  | Vainqueur  | -                   | -               |
| 2007   | J1 League   | 2e          | 70          | 34          | 20          | 10          | 4           | 55          | 28          | +27         | 4e tour             | Quarts de finale  | Finaliste  | Vainqueur           | Demi-finales 3e |
| 2008   | J1 League   | 7e          | 53          | 34          | 15          | 8           | 11          | 50          | 42          | +8          | 5e tour             | Phase de groupe   | -          | Demi-finales        | -               |
| 2009   | J1 League   | 6e          | 52          | 34          | 16          | 4           | 14          | 43          | 43          | 0           | 2e tour             | Quarts de finale  | -          | -                   | -               |
| 2010   | J1 League   | 10e         | 48          | 34          | 14          | 6           | 15          | 48          | 41          | +7          | Quarts de finale    | Phase de groupe   | -          | -                   | -               |
| 2011   | J1 League   | 15e         | 36          | 34          | 8           | 12          | 14          | 36          | 43          | -7          | Quarts de finale    | Finaliste         | -          | -                   | -               |
| 2012   | J1 League   | 3e          | 55          | 34          | 15          | 10          | 9           | 47          | 42          | +5          | 4e tour             | Phase de groupe   | -          | -                   | -               |
| 2013   | J1 League   | 6e          | 59          | 34          | 17          | 7           | 10          | 60          | 50          | +10         | 3e tour             | Finaliste         | -          | Phase de groupe     | -               |
| 2014   | J1 League   | 2e          | 62          | 34          | 18          | 8           | 8           | 52          | 32          | +20         | 3e tour             | Quarts de finale  | -          | -                   | -               |
| 2015   | J1 League   | 2e          | 72          | 34          | 21          | 9           | 4           | 69          | 40          | +29         | Finaliste           | Quarts de finale  | Finaliste  | Phase de groupe     | -               |
| 2016   | J1 League   | 1er         | 74          | 34          | 23          | 5           | 6           | 61          | 28          | +33         | 4e tour             | Vainqueur         | -          | Huitièmes de finale | -               |
| 2017   | J1 League   | 7e          | 49          | 34          | 14          | 7           | 13          | 64          | 54          | +10         | 4e tour             | Quarts de finale  | Finaliste  | Vainqueur           | 5e              |
| 2018   | J1 League   | 5e          | 51          | 34          | 14          | 9           | 11          | 51          | 39          | +12         | Vainqueur           | Tour préliminaire | -          | -                   | -               |
| 2019   | J1 League   | 14e         | 37          | 34          | 9           | 10          | 15          | 34          | 50          | -16         | Huitièmes de finale | Quarts de finale  | Finaliste  | Finaliste           | -               |
| 2020   | J1 League   | 10e         | 46          | 34          | 13          | 7           | 14          | 43          | 56          | -13         | -                   | Phase de groupe   | -          | -                   | -               |
| 2021   | J1 League   | 6e          | 63          | 38          | 18          | 9           | 11          | 45          | 38          | +7          | Vainqueur           | Demi-finales      | -          | -                   | -               |
| 2022   | J1 League   | 9e          | 45          | 34          | 10          | 15          | 9           | 48          | 39          | +9          | 3e tour             | Demi-finales      | Vainqueur  | Vainqueur           | -               |
| 2023   | J1 League   | 4e          | 57          | 34          | 15          | 12          | 7           | 42          | 27          | +15         | 4e tour             | Finaliste         | -          | Phase de groupe     | -               |
| 2024   | J1 League   | 13e         | 48          | 38          | 12          | 12          | 14          | 49          | 45          | +4          | Exclu               | 1er tour          | -          | -                   | -               |
| Saison | Division    | Pos         | Pts         | J           | V           | N           | D           | BP          | BC          | Diff.       | Coupe du Japon      | Coupe de la Ligue | Supercoupe | Coupes d'Asie       | Coupe du Monde  |
| Saison | Championnat |             |             |             |             |             |             |             |             |             | Coupe du Japon      | Coupe de la Ligue | Supercoupe | Coupes d'Asie       | Coupe du Monde  |

## Stades
- 1992-2010 : Urawa Komaba Stadium (21 500 places)
- 2001- : Stade Saitama 2002 (63 700 places)